# Xialuhe Chaoxianzu Zhen
Xialuhe Chaoxianzu Zhen (kinesiska: 下露河朝鲜族镇, 下露河) är en köping i Kina. Den ligger i provinsen Liaoning, i den nordöstra delen av landet, omkring 200 kilometer sydost om provinshuvudstaden Shenyang.
Genomsnittlig årsnederbörd är 1 473 millimeter. Den regnigaste månaden är juli, med i genomsnitt 566 mm nederbörd, och den torraste är januari, med 11 mm nederbörd.